# ایهور تیستیک
ایهور تیستیک (اوکراینی: Ігор Володимирович Тістик؛ زادهٔ ۲۷ مهٔ ۱۹۸۹) بازیکن فوتبال اهل اوکراین است.
از باشگاه‌هایی که در آن بازی کرده‌است می‌توان به باشگاه فوتبال اوبولون-برووار کیف و باشگاه فوتبال کارپاتی لویو اشاره کرد.